# Мыртыково
 Мыртыково  — деревня в Глазовском районе Удмуртии в составе  сельского поселения Куреговское.

## География
Находится на расстоянии примерно 19 км на восток по прямой от центра района города Глазов. 

## История
Известна с 1873 года как починок За речкою Варышем и Нюлсою или Мартыново, где дворов 6 и жителей 61, в 1905 23 и 188, в 1924 29 и 215 (все удмурты). Работали колхозы «Октябрь» и «Знамя», совхоз «Большевик».

## Население
Постоянное население  составляло 18 человек (удмурты 89%) в 2002 году, 13 в 2012.